# Express AM5
O Express AM5 é um satélite de comunicação de Órbita geoestacionária russo da série Express, construído pela ISS Reshetnev (ex NPO PM) em cooperação com a Thales Alenia Space, o satélite está localizado na posição orbital de 140 graus de longitude leste e é administrado pela empresa estatal Russian Satellite Communications Company, com sede em Moscou. O satélite foi baseado na plataforma Express-2000 e sua vida útil estimada é de 15 anos.

## Lançamento
O satélite foi lançado com sucesso ao espaço no dia 26 de dezembro de 2013, às 14:49 UTC, por meio de um veículo Proton-M/Briz-M a partir da Base de lançamento espacial do Cosmódromo de Baikonur, no Cazaquistão. Ele tinha uma massa de lançamento de 3.400 kg.

## Capacidade e cobertura
O Express AM5 é equipado com 30 transponders em banda C, 40 em banda Ku, 12 em banda Ka e 2 em banda L, para fornecer transmissão de dados,Televisão, comunicações, Internet, videoconferência e outros serviços para a Rússia.